# Vlag van Montfoort

De vlag van de gemeente Montfoort.

De vlag van de Nederlandse gemeente Montfoort is door de gemeenteraad als gemeentevlag aangenomen in 1974. De vlag kan als volgt worden beschreven:
Wit, met een rood Maltezer kruis ter hoogte van 4/5 van de vlag op de scheiding van broeking en vlucht, met daar overheen een zwart molenijzer van dezelfde hoogte.

## Symbolen
De symbolen in de vlag komen ook voor in het wapen van Montfoort; deze hebben aldaar ook dezelfde betekenis:
- Het Maltezer kruis staat symbool voor de Johannieter Orde, deze heeft de Commanderije van Montfoort gesticht. De stad zelf is door de bisschoppen van Utrecht gesticht en ook daar verwijst dit kruis naar. Het kruis staat niet op het wapen, op het wapen staat wel een rode burcht.
- Het molenijzer is afkomstig van het familiewapen van De Rover van Montfoort, waaruit de Heren van Montfoort stamden. De Heren van Montfoort mochten de titel burggraaf voeren.
- Het snijpunt van het molenijzer en het Maltezer kruis vertoont een soort diamantje, hierin kan een symbool gezien worden dat Montfoort een juweel in de Lopikerwaard zou zijn.

## Verwant symbool

Het wapen van Montfoort

Amersfoort 
· Baarn 
· Bunnik 
· Bunschoten 
· De Bilt 
· De Ronde Venen 
· Eemnes 
· Houten 
· IJsselstein 
· Leusden 
· Lopik 
· Montfoort 
· Nieuwegein 
· Oudewater 
· Renswoude 
· Rhenen 
· Soest 
· Stichtse Vecht 
· Utrecht  
· Utrechtse Heuvelrug 
· Veenendaal 
· Vijfheerenlanden 
· Wijk bij Duurstede 
· Woerden 
· Woudenberg 
· Zeist